# J. Searle Dawley
James Searle Dawley (Del Norte, 13 maggio 1877 – Hollywood, 30 marzo 1949) è stato un regista e sceneggiatore statunitense.
È conosciuto principalmente come J. Searle Dawley e in alcune occasioni è stato accreditato come J.S. Dawley.

## Biografia
Nato in Colorado, a Del Norte, dal 1895 al 1907 Dawley lavorò a teatro a Denver come attore e regista. La sua carriera cinematografica iniziò nel 1907 come regista. Il suo primo film fu il cortometraggio The Nine Lives of a Cat, prodotto dalla Edison Manufacturing Company, dove il direttore della fotografia era Edwin S. Porter, con cui Dawley firmerà in seguito alcuni dei suoi primi film.
Tra il 1907 e il 1908 vennero prodotti a Broadway tre suoi lavori: The Dancer and the King (27 maggio 1907) (da cui Étienne Arnaud trasse una versione cinematografica nel 1914); The Girl and the Detective (11 maggio 1908); A Daughter of the People (8 giugno 1908).
Nel 1910 girò Frankenstein, la prima versione cinematografica dell'omonimo romanzo di Mary Shelley, con Charles Ogle nel ruolo della creatura.
Nella sua carriera, tra il 1907 e il 1926, diresse 164 film e ne sceneggiò 35. Nel 1923 lavorò come direttore della fotografia per un suo breve documentario, Adolph Zukor Introduces Phonofilm, dove venne illustrata una nuova tecnica di sonorizzazione chiamata De Forest Phonofilm dal nome del suo inventore, Lee De Forest.
James Searle Dawley morì a Hollywood nel 1949, all'età di 71 anni.

## Filmografia

### Regista
- The Nine Lives of a Cat – cortometraggio (1907)
- The Trainer's Daughter; or, A Race for Love, co-regia di Edwin S. Porter – cortometraggio (1907)
- A Little Girl Who Did Not Believe in Santa Claus, co-regia di Edwin S. Porter – cortometraggio (1907)
- A Suburbanite's Ingenious Alarm, co-regia di Edwin S. Porter – cortometraggio (1908)
- Rescued from an Eagle's Nest – cortometraggio (1908)
- Fireside Reminiscences, co-regia Edwin S. Porter – cortometraggio (1908)
- Cupid's Pranks (1908)
- The Egyptian Mystery (1909)
- The Prince and the Pauper (1909)
- Lochinvar – cortometraggio (1909)
- Hänsel and Gretel – cortometraggio (1909)
- Comedy and Tragedy – cortometraggio (1909)
- A Rose of the Tenderloin – cortometraggio (1909)
- Bluebeard – cortometraggio (1909)
- His First Valentine (1910)
- Frankenstein – cortometraggio (1910)
- Michael Strogoff – cortometraggio (1910)
- The Princess and the Peasant (1910)
- A Central American Romance (1910)
- The Stars and Stripes (1910)
- From Tyranny to Liberty (1910)
- An Unselfish Love (1910)
- More Than His Duty (1910)
- The Song That Reached His Heart (1910)
- The House of the Seven Gables (1910)
- A Daughter of the Mines (1910)
- The Life of a Salmon (1910)
- A Christmas Carol non accreditati: co-regia con Charles Kent, Ashley Miller (1910)
- In the Days of Chivalry (1911)
- The Doctor (1911)
- The Rajah (1911)
- The Ransom of Red Chief (1911)
- Who Gets the Order (1911)
- Between Two Fires (1911)
- Aida (1911)
- A Thoroughbred (1911)
- The Star Spangled Banner (1911)
- The Capture of Fort Ticonderoga (1911)
- The Doomed Ship (1911)
- The Battle of Bunker Hill (1911)
- The Declaration of Independence (1911)
- The Three Musketeers: Part 1 (1911)
- The Three Musketeers: Part 2 (1911)
- Under the Tropical Sun (1911)
- The Sheriff (1911)
- The Sailor's Love Letter (1911)
- The Battle of Trafalgar (1911)
- The Big Dam (1911)
- How Mrs. Murray Saved the American Army (1911)
- A Conspiracy Against the King (1911)
- Three of a Kind (1911)
- A Modern Cinderella (1911)
- A Perilous Ride (1911)
- Buckskin Jack, the Earl of Glenmore (1911)
- The Sign of the Three Labels (1911)
- The Stuff That Dreams Are Made Of (1911)
- A Romance of the Cliff Dwellers (1911)
- Jack and the Beanstalk (1912)
- The Corsican Brothers, co-regia di Oscar Apfel (1912)
- The Lighthouse Keeper's Daughter (1912)
- How Washington Crossed the Delaware (1912)
- Treasure Island (1912)
- The Man Who Made Good (1912)
- Martin Chuzzlewit, co-regia di Oscar Apfel (1912)
- A Prisoner of War (1912)
- Master and Pupil (1912)
- Partners for Life (1912)
- Between Two Fires (1912)
- For Valour (1912)
- The Escape from Bondage, co-regia di Walter Edwin (1912)
- The Necklace of Crushed Rose Leaves (1912)
- More Precious Than Gold (1912)
- The Lord and the Peasant (1912)
- Mr. Pickwick's Predicament (1912)
- Aladdin Up-to-Date (1912)
- The Little Girl Next Door (1912)
- Cynthia's Agreement (1912)
- Mary in Stage Land (1912)
- 'Ostler Joe (1912)
- The Charge of the Light Brigade (1912)
- The Affair at Raynor's (1912)
- A Letter to the Princess (1912)
- The Third Thanksgiving (1912)
- A Clue to Her Parentage (1912)
- Bill's Sweetheart (1913)
- A Race to New York (1913)
- False to Their Trust (1913)
- The Lorelei (1913)
- The Old Monk's Tale (1913)
- In a Japanese Tea Garden (1913)
- The Priest and the Man (1913)
- The Gauntlets of Washington (1913)
- A Way to the Underworld (1913)
- Master and Man (1913)
- The Well Sick Man (1913)
- Hulda of Holland (1913)
- Groundless Suspicion (1913)
- Mary Stuart (1913)
- The Rightful Heir (1913)
- The Ghost of Granleigh (1913)
- Tess of the D'Urbervilles (1913)
- In the Bishop's Carriage, co-regia di Edwin S. Porter (1913)
- Chelsea 7750 (1913)
- An Hour Before Dawn (1913)
- Caprice (1913)
- The Port of Doom (1913)
- Leah Kleschna  (1913)
- The Daughter of the Hills (1913)
- A Tudor Princess (1913)
- A Lady of Quality (1913)
- An American Citizen (1914)
- The Pride of Jennico (1914)
- A Good Little Devil (1914)
- A Woman's Triumph (1914)
- The Next in Command (1914)
- The Oath of a Viking (1914)
- The Lost Paradise (1914)
- Marta of the Lowlands (1914)
- One of Millions (1914)
- In the Name of the Prince of Peace (1914)
- The Daughter of the People (1915)
- Four Feathers (1915)
- Always in the Way (1915)
- Helene of the North (1915)
- The Rehearsal (1915)
- Still Waters (1915)
- Mice and Men (1916)
- Out of the Drifts (1916)
- Molly Make-Believe (1916)
- Silks and Satins (1916)
- Little Lady Eileen (1916)
- The Rainbow Princess (1916)
- Miss George Washington (1916)
- Snow White (1916)
- The Valentine Girl (1917)
- The Mysterious Miss Terry (1917)
- Bab's Diary (1917)
- Bab's Burglar (1917)
- Bab's Matinee Idol (1917)
- The Seven Swans (1917)
- The Lie (1918)
- Rich Man, Poor Man (1918)
- La capanna dello zio Tom (1918)
- The Death Dance (1918)
- Twilight (1919)
- The Phantom Honeymoon (1919)
- Everybody's Business (1919)
- The Harvest Moon
- Beyond Price (1921)
- A Virgin Paradise (1921)
- Who Are My Parents? (1922)
- Lincoln, the Man of the People (1923)
- As a Man Lives (1923)
- Love's Old Sweet Song (1923)
- Has the World Gone Mad! (1923)
- Adolph Zukor Introduces Phonofilm (1923)
- Broadway Broke (1923)
- Abraham Lincoln (1924)
- Roger Wolfe Kahn Musical Number (1925)
- Brooke Johns and Goodee Montgomery (1926)

### Sceneggiatore
- The Prince and the Pauper, regia di J. Searle Dawley (1909)
- Lochinvar, regia di J. Searle Dawley (1909)
- Hansel and Gretel, regia di J. Searle Dawley (1909)
- Bluebeard, regia di J. Searle Dawley (1909)
- Faust, regia di Edwin S. Porter (1909)
- Frankenstein, regia di J. Searle Dawley (1910)
- Michael Strogoff, regia di J. Searle Dawley (1910)
- From Tyranny to Liberty, regia di J. Searle Dawley (1910)
- The House of the Seven Gables, regia di J. Searle Dawley (1910)
- Mary Stuart, regia di J. Searle Dawley (1913)
- Chelsea 7750, regia di J. Searle Dawley (1913)
- An Hour Before Dawn, regia di J. Searle Dawley (1913)
- The Port of Doom, regia di J. Searle Dawley (1913)
- The Daughter of the Hills, regia di J. Searle Dawley (1913)
- A Lady of Quality, regia di J. Searle Dawley (1913)
- An American Citizen, regia di J. Searle Dawley (1914)
- The Mystery of the Poison Pool, regia di James Gordon (1914)
- One of Millions, regia di J. Searle Dawley (1914)
- The Dancer and the King, regia di Étienne Arnaud (1914)
- In the Name of the Prince of Peace, regia di J. Searle Dawley (1914)
- The Daughter of the People, regia di J. Searle Dawley (1915)
- Helene of the North, regia di J. Searle Dawley (1915)
- The Valentine Girl, regia di J. Searle Dawley (1917)
- The Mysterious Miss Terry, regia di J. Searle Dawley (1917)
- Conscience, regia di Bertram Bracken (1917)
- The Seven Swans, regia di J. Searle Dawley (1917)
- Rich Man, Poor Man, regia di J. Searle Dawley (1918)
- La capanna dello zio Tom, regia di J. Searle Dawley (1918)
- The Spirit of Lafayette, regia di James Vincent (1918)
- When Men Desire, regia di J. Gordon Edwards (1919)
- Married in Haste, regia di Arthur Rosson (1919)
- The Phantom Honeymoon, regia di J. Searle Dawley (1919)
- Everybody's Business di J. Searle Dawley (1919)
- The Harvest Moon di J. Searle Dawley (1920)
- Edison's Frankenstein di Robert David (1990)

### Direttore della fotografia
- Adolph Zukor Introduces Phonofilm di J. Searle Dawley (1923)